# Piero Chiara
Piero Chiara (Luino, 1913. március 23. – Varese, 1986. december 31.) olasz író.

## Élete
Lombardia északi vidékén, Luino városában született, a Lago Maggiore mellett. Egyházi iskolákban nevelkedett, majd az egyetemen jogot hallgatott. Később fotográfusként is dolgozott, élt Franciaországban is, majd hosszú ideig Olaszország különböző részein köztisztviselő volt. 1943-ban a fasiszta rezsim börtönbüntetésre ítélte, ami elől Svájcba menekült, ahol a zugi olasz líceumban tanított olasz irodalmat és filozófiát.
A háború után visszatért Olaszországba. Varesében, a Comói-tó parti kisvárosban telepedett le és újságíróként, fordítóként és szerkesztőként dolgozott. 1945-ben jelent meg első és egyetlen verseskötete, amelyet novellák követtek. 1958-ban a Gaffe című folyóiratban megjelent két elbeszélése, amelyeket 1962-ben az Il piatto piange (Sír a tányér) című, humorral teli regényéhez is felhasznált. A regény sikere további írásra bátorította. Két évvel később jelent meg a La spartizione (Az osztozkodás), amely hatalmas sikert aratott, magyarul is megjelent és hamarosan film is készült belőle Alberto Lattuada rendezésével (Venga a prendere il caffè da noi – Jöjjön el egy kávéra hozzánk, 1970). A filmben maga Chiara is feltűnik mint a hófehér hajú kávéházi kártyapartner, hitelező jóbarát.
A kritika a kezdetektől elismeréssel fogadta Chiara műveit. Legjelentősebb sikereit az Osztozkodás és a Sír a tányér című regényeivel aratta az 1960-as években.
Írásaiban Chiara a régebbi és a modern olasz realista regényírók hagyományait követi. A mondatokat aprólékos gonddal formálja meg, finom részletezéssel írja le történeteinek színterét – általában az olasz kisvárosi világot –, valamint szereplőinek külső és belső tulajdonságait. Finom, ironikus humora és árnyaltan kidolgozott mondatszerkesztése teszi műveit élvezetessé és könnyen olvashatóvá. Boccacciós hangvételű, pikáns történeteiben és Manzonira emlékeztető tájleírásaiban kifinomultan fogalmaz, de mindazt, ami ellen állást foglal, karikatúra-körvonalakkal, harsány színekkel ábrázolja.

## Magyarul
- Az osztozkodás. Regény; ford., utószó Karsai Lucia; Európa, Bp., 1972 (Modern könyvtár)
- Az asztrahánbunda; ford. Székely Éva; Európa, Bp., 1990

## Bibliográfia
- Il «mago del lago»: Piero Chiara a cent'anni dalla nascita. Atti del Convegno internazionale a cura di Mauro Novelli (tenutosi a Varese e Luino nel settembre 2013), Amici di Piero Chiara, Varese, 2014, ISBN 978-88-94022-50-6
- Franco Pappalardo La Rosa, Il Balzac del Lago Maggiore, in Le storie altrui, Narrativa italiana del penultimo Novecento, Torino, Achille e La Tartaruga, 2016, ISBN 978-8896-558416